# Orlando Martello Júnior
Orlando Martello Júnior é desde 1997 Procurador da República do Ministério Público Federal (MPF), que ganhou notoriedade por integrar a força-tarefa do MPF na Operação Lava Jato, em Curitiba. É delegado da Associação Nacional dos Procuradores da República (ANPR).

## Biografia
Nascido em 1969 em São José do Rio Preto, estado de São Paulo, Orlando Martello Jr. formou-se em 1993 na Pontifícia Universidade Católica de São Paulo (PUC-SP), com especialização em Direito Tributário. É Procurador da República (membro do Ministério Público Federal) desde 1997, tendo atuado nos estados de São Paulo, Goiás, Distrito Federal e Pará, nas capitais e em PRMs (Procuradorias da República nos Municípios), nas áreas da Tutela Coletiva e Direito Criminal. Foi membro do Conselho Penitenciário e do Provita (Programa de Proteção a Testemunhas). No Paraná, oficiou, inicialmente, na Força-Tarefa CC5 e, depois perante a 1ª, 2ª e 3ª Varas Criminais.
Em 2002, participou da força-tarefa do Banestado, juntamente com os procuradores Carlos Fernando dos Santos Lima e Deltan Dallagnol, que, em 2002, investigou remessas ilegais de dinheiro para fora do país por meio das contas CC-5.
Em dezembro de 2010, assumiu o cargo de procurador-chefe no Paraná.
Desde 2014 integra a Força-Tarefa da Lava Jato do Ministério Público Federal, em Curitiba, estado do Paraná.

## Premiações
Em 24 de setembro de 2015, Orlando Martello Jr. foi um dos procuradores premiados pelo Global Investigations Review (GIR). O GIR é um portal de notícias consolidado no cenário internacional como um dos principais canais sobre investigações contra a corrupção e instituiu o prêmio para celebrar os investigadores e as práticas de combate à corrupção e compliance que mais impressionaram no último ano. Em seis categorias, foram reconhecidas práticas investigatórias respeitadas e admiradas em todo o mundo. A força-tarefa concorreu com investigações famosas como a do caso de corrupção na Fifa. Os países que disputaram o prêmio com o Brasil foram Estados Unidos, Noruega, Reino Unido e Romênia.

## Recebimento indevido de diárias
Em novembro de 2021 o Procurador Orlando Martello foi intimado pelo Tribunal de Contas da União (TCU) a restituir, junto com outros 5 Procuradores, os valores recebidos como diárias e reembolsos de viagens durante o período em que trabalharam na operação Lava-Jato. O montante a ser ressarcido totaliza R$ 2,5 milhões.
Conforme constatado pelo Tribunal de Contas da União (TCU), essa situação acarretou em prejuízo aos recursos públicos e violação ao princípio da imparcialidade, devido à adoção de um modelo que se mostrou "vantajoso e lucrativo" para os membros da força-tarefa.
O Procurador Orlando foi intimado a restituir um total de R$ 461 mil em diárias e R$ 90 mil em passagens aos cofres públicos.
Deltan Dallagnol, ex-coordenador da força-tarefa, também será convocado a restituir solidariamente os recursos aos cofres públicos, uma vez que é supostamente responsável pela concepção do modelo de trabalho adotado pelo grupo de procuradores da operação.